# شهرستان بیسترویستوکسکی
شهرستان بیسترویستوکسکی (به لاتین: Bystroistoksky District) یک شهرستان در روسیه است که در سرزمین آلتای واقع شده‌است.